# Михалиха (Костромская область)
Михалиха — деревня в составе Ивановского сельского поселения Шарьинского района Костромской области России.

## География
Деревня расположена у реки Нужна.

## История
В конце XVIII века деревня принадлежала Фёдору Глебовичу Салтыкову, сыну Салтычихи.
Согласно Спискам населенных мест Российской империи в 1872 году деревня относилась к 2 стану Ветлужского уезда Костромской губернии. В ней числилось 30 дворов, проживало 99 мужчин и 95 женщин.
Согласно переписи населения 1897 года в деревне проживало 363 человека (175 мужчин и 188 женщин).
Согласно Списку населенных мест Костромской губернии в 1907 году деревня относилась к Печенкинской волости Ветлужского уезда Костромской губернии. По сведениям волостного правления за 1907 год в деревне числилось 69 крестьянских дворов и 350 жителей. В деревне имелось 13 кузниц. Основным занятием жителей деревни был рогожный промысел.
До 2010 года деревня относилась к Печёнкинскому сельскому поселению.

## Население
| 2008 | 2010 | 2014 |
| ---- | ---- | ---- |
| 2    | ↘0   | ↗2   |